# Mineralenboekhouding
Een mineralenboekhouding in Nederland is het op schrift vastgelegde overzicht van de aanvoer en afvoer van de belangrijke mineralen op een melkveebedrijf. Na het invoeren van wettelijke beperkingen op het gebruik van dierlijke mest in 1987 kwam de mestboekhouding tot stand. De mestproductie werd bepaald op basis van het doorgegeven aantal dieren en wettelijk vastgestelde omvang van de mestproductie per dier. Mestoverschot werd bepaald door te kijken naar de berekende mestproductie en het grondbezit van het bedrijf. Het moet opgemerkt worden dat de fosfaatproductie werd berekend voor de gemiddelde bedrijfsomstandigheden.   
Al snel begon men met het ontwikkelen van nieuwe systemen. Enerzijds moest dit systeem de mestboekhouding te vergemakkelijken. Anderzijds moest het systeem het verschil tussen de werkelijke fosfaatproductie en de met normen vastgestelde fosfaathoeveelheden verkleinen. 

## MiAR
In 1990 werd het eerste Mineralen Aanvoer en Registratie Systeem geïntroduceerd, afgekort als MiAR . Het systeem was bij introductie uitsluitend bedoeld voor pluimvee- en varkenshouders. Het doel van het systeem was om in de intensieve veehouderij te stimuleren te werken aan een lagere fosfaatuitscheiding. 
In plaats van de mestproductie te bepalen op basis van dieraantallen en wettelijke normen, bepaalde MiAR fosfaatproductie aan de hand van voeropname. Het mestoverschot was de hoeveelheid fosfor en ruw eiwit in het voer minus de benutting ervan door het dier zelf . Omdat de methode voor de meeste bedrijven een hoger mineralenoverschot berekende dan de mineralenboekhouding had deze laatste voor de sector de voorkeur.

## MINAS
In de Integrale Notitie Mest- en Ammoniakbeleid werd in 1995 het Mineralen Aangiftesysteem (MINAS) aangekondigd. In dit systeem moesten alle landbouwbedrijven (veehouders, akkerbouwers en tuinbouwers) registeren hoeveel mineralen (in stikstof en fosfaat) zij aan- en afvoeren. Het verschil tussen de aangevoerde mineralen (kunstmest en veevoer) en afgevoerde mineralen (dierlijke producten en mest), oftewel verlies aan het milieu, werd gezien als het mineralenoverschot (ook wel mineralensaldo. Wanneer dit verlies groter is dan een acceptabel geachte hoeveelheid (ook wel de verliesnorm), betaalde de ondernemer een heffing. Het systeem werkt voor de meeste aan- en afvoerposten met werkelijke gehalten en hoeveelheden. Na afloop van elk kalenderjaar moesten bedrijven hun aangifte naar Bureau Heffingen toesturen.
Het nadeel van dit systeem was dat de voorraad mineralen niet opgegeven werden. Met name bij de varkenshouderij, waar de voorraden jaarlijks nogal van grootte en samenstelling wisselen, was dit problematisch.
De MINAS-regelgeving was geen eenvoudig systeem. Verschillende manieren van aangifte, het omrekenen van het aantal dieren naar eenheden en verliesnormen maakte de naleving ervan nogal ingewikkeld. Deskundige begeleiding was dan ook vaak noodzakelijk. Het systeem is in 2006 afgeschaft.